# Соловйовка (Граховський район)
Соловйо́вка (рос. Соловьёвка) — присілок в Граховському районі Удмуртії, Росія.

## Населення
Населення — 44 особи (2010; 50у 2002).
Національний склад станом на 2002 рік:
- удмурти — 84 %

## Історія
До 1921 року присілок входив до складу Білярської волості Єлабузького повіту, після — Можгинського повіту. З 1924 року — в складі Новогорської сільської ради Граховської волості. В період з 1925 по 1954 року присілок був в складі Верхньо-Кокшанської сільської ради. Після 1954 року сільрада була ліквідована, а присілок приєднаний до Новогорської сільської ради. В 1982 році присілок відійшов до складу Макаровської сільської ради, яка в 2004 році була ліквідована і присілок знову відійшов до Новогорської сільської ради.

## Урбаноніми[3]
- вулиці — Ставкова